# 론델레티아속
론델레티아속(Rondeletia)은 금눈돔목에 속하는 조기어류 속의 하나이다. 론델레티아과(Rondeletiidae)의 유일속이다. 바르보우리시아 루파 및 기베리크티스과 물고기와 밀접한 관계에 있다. 바르보우리시아과는 이전에 케토미무스목으로 분류했지만, 현재는 금눈돔목으로 분류한다. 2종으로 이루어져 있다.

## 하위 종
론델레티아속에 속하는 종은 다음과 같다.
- Rondeletia bicolor Goode & Bean, 1895
- Rondeletia loricata T. Abe & Hotta, 1963

## 계통 분류
2017년 현재, 금눈돔목의 계통 분류는 다음과 같다.

|  | 멜람파이스과 |
|  |              |
|  | 금눈돔과     |
|  |              |

|  | 론델레티아과                                                          |
|  |                                                                       |
|  | \| \| 바르보우리시아과 \| \| \| \| \| \| 스테파노베리스과 \| \| \| \| |
|  |                                                                       |
|  | 바르보우리시아과                                                      |
|  |                                                                       |
|  | 스테파노베리스과                                                      |
|  |                                                                       |

|  | 바르보우리시아과 |
|  |                  |
|  | 스테파노베리스과 |
|  |                  |

|  | 론델레티아과                                                          |
|  |                                                                       |
|  | \| \| 바르보우리시아과 \| \| \| \| \| \| 스테파노베리스과 \| \| \| \| |
|  |                                                                       |
|  | 바르보우리시아과                                                      |
|  |                                                                       |
|  | 스테파노베리스과                                                      |
|  |                                                                       |

|  | 바르보우리시아과 |
|  |                  |
|  | 스테파노베리스과 |
|  |                  |

|  | 멜람파이스과 |
|  |              |
|  | 금눈돔과     |
|  |              |

|  | 론델레티아과                                                          |
|  |                                                                       |
|  | \| \| 바르보우리시아과 \| \| \| \| \| \| 스테파노베리스과 \| \| \| \| |
|  |                                                                       |
|  | 바르보우리시아과                                                      |
|  |                                                                       |
|  | 스테파노베리스과                                                      |
|  |                                                                       |

|  | 바르보우리시아과 |
|  |                  |
|  | 스테파노베리스과 |
|  |                  |

|  | 론델레티아과                                                          |
|  |                                                                       |
|  | \| \| 바르보우리시아과 \| \| \| \| \| \| 스테파노베리스과 \| \| \| \| |
|  |                                                                       |
|  | 바르보우리시아과                                                      |
|  |                                                                       |
|  | 스테파노베리스과                                                      |
|  |                                                                       |

|  | 바르보우리시아과 |
|  |                  |
|  | 스테파노베리스과 |
|  |                  |